# Das Reich und die Herrlichkeit
Das Reich und die Herrlichkeit (Originaltitel: The Claim, Alternativtitel Kingdom Come | Rédemption) ist ein Western aus dem Jahr 2000. Regie führte Michael Winterbottom. Der Film basiert auf dem Roman Der Bürgermeister von Casterbridge. Leben und Tod eines Mannes von Charakter (The Mayor of Casterbridge) von Thomas Hardy (1886). Neben Peter Mullan spielen unter anderem Milla Jovovich, Wes Bentley, Sarah Polley und Nastassja Kinski.

## Handlung

### Zusammenfassung
Patriarch Dillon führt die Gemeinde Kingdom Come in der amerikanischen Sierra Nevada 1867 mit strenger Hand. Er war Goldgräber und wird mit einer furchtbaren Entscheidung seiner Jugend konfrontiert: er tauschte Frau und Kind gegen die Schürfrechte, die ihm den gewaltigen Reichtum brachten. Allein durch dieses schmutzige Gold wurde die Errichtung der Siedlung in der eisigen Einöde möglich. Seine sterbenskranke Jugendliebe und die gemeinsame Tochter kehren Jahre später aus der Fremde zurück, doch was geschehen ist, ist geschehen. Nach einer blutigen Konfrontation und ihrem Tod muss sich zudem sein kleines Reich der Moderne und dem Vordringen der transkontinentalen Eisenbahn geschlagen geben, und die Einwohner wenden der Stadt fluchtartig den Rücken zu. Dillon brennt die verlassenen Hütten von Kingdom Come nieder und wählt den Suizid im Schnee.

### Handlung in Einzelheiten
Acht weibliche Flüchtlinge erreichen im Winter 1867 die Stadt Kingdom Come, Sierra Nevada, Kalifornien. Es handelt sich um Prostituierte, und sie werden von einer Dirne in Empfang genommen. Außerdem treffen der junge Draufgänger Dalglish, die bezaubernde Elena Burn und deren Tochter Hope ein. Dalglish ist Chefingenieur der Vermessungstruppe der Central Pacific. Er soll über den Verlauf einer neuen Bahnlinie entscheiden, und ob die Stadt eingebunden wird. 
Elena beauftragt am Tag nach ihrer Ankunft ihre Tochter, Dillon einen Rosenkranz zu überbringen. Dillon peitscht einen Störenfried vor allen Einwohnern auf nackten Rücken aus, die Zahl der Hiebe hat er von der Regelstrafe 50 auf 25 reduziert. Er verhindert damit, dass der Mann gelyncht wird. Hope schafft es, ihm den Rosenkranz in die Hand zu drücken: Dillon ist bei ihrem Anblick sprachlos und gelähmt. Es folgt eine Rückblende, in welcher der junge Daniel Dillon sich mit einer Frau durch einen Blizzard kämpft. Die beiden erreichen eine Hütte und einen schmutzigen Goldgräber. Sie tragen ein Neugeborenes. Dillon tauscht seine Frau und das Kind gegen die Hütte und den Claim des Goldgräbers. 
Im Saloon singt Lucia, Hope steuert die Klavierbegleitung bei. Ein Kollege von Dalglish, Bellanger, verliebt sich in die Prostituierte Annie. Dillon und Hope sprechen über den Stiefvater und Dillons Privatleben: Hope ahnt nichts. Danach Bellanger und die Dirne Annie leichtbekleidet in einem Zimmer, Liebesgeplänkel. Bellanger ist der Sprenger der Truppe. Man sieht die Belegschaft des Bordells zusammen, nach beendeter Schicht, trinkend und Einnahmen zählend. Lucia ist vor Ort und scheint tatsächlich wegen der jungen Hope eifersüchtig. Annie fürchtet um ihren neugefundenen Freund Bellanger, der am nächsten Tag in die Berge muss.
Am Tag darauf bringt Sweetley im Auftrag des Bürgermeisters Geschenke und soll Elena mitnehmen, aber sie ist doch höflich resolut. Die beiden treffen sich in seiner baufälligen, löchrigen Goldgräberhütte, auf dem Claim. Ihm ist bekannt, dass sie schwerkrank ist: sie wird bald sterben. „Ich trinke nicht mehr, Elena. Das sollst du wissen.“ Elena ist in die Stadt gekommen, weil sie Geld will von Dillon; für die Zukunft der Tochter, wie sie sagt. Dillon möchte erfahren, ob seine Tochter informiert ist, dem ist nicht so. Sie trennen sich. Dillon läuft in die Bank, wo er eine Kammer unterhält: einen Goldspeicher. Er entzündet eine Lampe, und im Flackern werden gestapelte Goldbarren sichtbar, in zwei Reihen, bis unter die Decke. Im Kino wird die Leinwand leuchtend gelb. Dillon betrachtet nachdenklich seine Reichtümer und nimmt einige Barren mit sich. Es folgt eine Liebesszene zwischen Dillon und Lucia. Nachdem sie sich angezogen haben, schenkt er ihr die Besitzurkunden für den Saloon. Dann sagt er ihr, dass es vorbei ist. Es folgt ein Streit und eine Handgreiflichkeit. Auch Lucia kennt die Hintergründe nicht.
Unterwegs mit Dalglishs Team in unberührter Wildnis schwärmt Bellanger davon, wie es wäre, mit Annie eine Familie zu gründen. Der Kutscher verbrennt in einer Explosion. Dalglish und Bellanger halten eine Besprechung, der zufolge aus geologischen Gründen die Chancen schlecht stehen für Dillons Stadt, doch wäre es nicht weise, dies bereits jetzt auszusprechen. Für die Landvermesser war die Ortschaft nur ein Zwischenstopp, und Annie eine Liebschaft. Kingdom Come wird, buchstäblich, gestrichen. 
Dillon lässt die Villa auf eine Hügelkuppe ziehen. Dann inspiziert er kurz das Mobiliar des Alterswohnsitzes, darunter ein Flügel, Statuetten, Vasen, Bilder; dafür war das Gold. Elena trifft ein. Dillon macht ihr einen Heiratsantrag, sie antwortet: „Wir sind bereits verheiratet“, von Lucia hätte er sich getrennt. Dillon: „Es würde alles in Ordnung bringen“. Bedingung sei, dass die Tochter nicht erfährt, was sich zugetragen hat. In einer Distanz von zwei Metern wirkt Dillon immer noch wie ein Geschäftsmann, es ist taghell. Sie gibt ihm das Jawort, sie hat ihm vergeben. Elena und Hope gehen zu Bett. Sie versucht, ihrer Tochter ihre Gefühle darzulegen, im Flüsterton. Elena offenbart, dass sie Dillon von früher kannte, vermutlich wird sie ihr nicht alles sagen.
Am Tag kommen die Landvermesser zurück, die Straßen sind leer, Lucia erklärt Dalglish gekränkt, dass die Einwohner bei der Hochzeit von Ms. Dillon und Mrs. Burn wären. Das junge Ehepaar tanzt, Dalglish und Hope, später auch Dillon mit seiner Tochter, die Stimmung nicht ausgelassen, als vielmehr bieder und bürgerlich. Der Bürgermeister bespricht kurz diplomatisch und taktisch die Lage mit Dalglish. Fotos und Feuerwerk schließen sich an. Bellanger und Annie haben zueinander gefunden, allseits leuchtende Augen. Elena und Dillon sind glücklich. Dalglish und Hope bleiben nach der Feier zusammen: die Eisenbahn würde viel ändern, eine Schule, eine Kirche, vielleicht sogar Straßen. Dalglish: „Ich muss morgen wieder fort“. Bellanger und Annie haben sich verlobt. Lucia versucht sich im Saloon ziemlich rüde an Dalglish heranzumachen, erhält aber einen Korb. Mit Elenas Gesundheit geht es allmählich bergab. Morgens besteht das Eisenbahnteam darauf, alle Rechnungen voll zu bezahlen, und des Bürgermeisters Winken mit dem Zaunpfahl wird deutlicher, er droht.
Die neugegründete Familie bezieht ihr Haus. Wegen der Erkrankung wird ein Quacksalber empfangen, der eine Magneto- oder Elektroschocktherapie empfiehlt, Geld spielt keine Rolle. Kurz merkwürdige Prozeduren mit den elektrischen Geräten.
Dalglish muss mit einem Freund einen Vorgesetzten besuchen, in einem Waggon auf einer neuen Strecke, Hundertschaften von Arbeitern hämmern Gleise in den vereisten Boden. Die Dampflok setzt sich in Bewegung. Dalglishs Chef wäre ein ebenbürtiger Gegner für Dillon, und sein Auftreten ist ähnlich. Die Stadt muss verlegt werden. Dalglish nimmt die Befehle loyal mit soldatischer Haltung entgegen, und wenn da jemand ist, der ihm Schwierigkeiten machen kann, hat er alle Vollmachten. Dalglish wirkt nun endgültig wie ein Killer. Elena spuckt Blut, in den Armen ihrer Tochter, und Dillon steht daneben. Das Leben verlässt schrittweise ihren Körper. Rückblende.
Hope kauft Heilkräuter, die Eisenbahner kommen zurück. Sie machen sich für den Aufbruch bereit, und einige Bürger bemerken es. Sweetley überbringt Dillon die Hiobsbotschaft, dieser beaufsichtigt noch am Krankenbett den Wunderheiler. Sweetley händigt wortlos Flinten an seine Leute aus. Dillons Mannen stellen schwer bewaffnet die Eisenbahner, dabei geht Dalglish nicht mehr ohne Schusswaffe ins Freie. Das Team hat für ein oder zwei Tage ein Lager vor den Toren der Stadt aufgeschlagen. Dalglish verkündet, dass die Eisenbahnlinie durchs Tal führen wird. Hope kommt dazu, in einer blitzschnellen Eskalation erschießt Dalglish Sweetley, vielleicht in Notwehr. Dillon blickt in Gewehrläufe und steht mit dem Rücken zur Wand. Er muss sich zurückziehen, fordert aber „In der Frühe seid ihr weg!“, und entfernt sich, mit dem Gang eines alten Mannes. Vielsagende Blicke werden ausgetauscht, und Hope ist den Tränen nahe. Zurück im Krankenzimmer hält Hope ihre Mutter im Arm. Elena: „Manchmal wendest du dich von jemandem ab, und dann blickst du zurück, und dein halbes Leben ist vorüber“.
Ein Trupp Prostituierter empfängt ein letztes Mal das Vermessungsteam, sie hängen nicht so sehr an Kingdom Come wie die Bürgerlichen, und können ihr Gewerbe auch anderswo betreiben. Annie versucht Bellanger zum Bleiben zu überreden. Langsames, trauriges Musizieren und Kuscheln, und der Abschied ist nahe. Dalglish rät Lucia, in die neue Siedlung zu gehen, die mit Sicherheit bald entstehen wird, im Tal, entlang der Bahnlinie. Elena liegt im Sterben, nur ihr Mann hält Wache. Im Morgengrauen kommt es zum Shoot-Out: Dillon schleicht sich mit vier Helfern an, in schwerer Lederkluft, und erschießt zwei schlafende Türposten. Allgemeiner Tumult folgt. Dann bedroht er Annie und erpresst Bellanger um die Information: Dalglish ist bei Lucia. Er findet die beiden im Bett vor, und zerschießt einen Spiegel. Lucia weiß nun, dass Hope seine Tochter ist, und schreit ihn damit an. Dillon zittert wie Espenlaub, senkt nach einem Moment die Waffe, und geht. Die Huren packen bereits, sind aber nach wie vor heiter, Aufbruchstimmung und endlich Sonnenschein, Kolonnen ziehen aus dem Städtchen. Bordell und Saloon sind für immer geschlossen, aber ein jeder ist eingeladen zu folgen. Dalglish verabschiedet sich von Lucia, seine Mission sei, die Bahn zu bauen.
Elena stirbt qualvoll. Zu Pferd besucht Dillon die neue Siedlung, wo Brettergerüste errichtet werden, er benötigt einen Pfarrer. Er begegnet Lucia, die dort bereits Charisma und Geschäftssinn an den Tag legt. Er teilt ihr mit, dass Elena nicht mehr unter den Lebenden weilt. Dillon führt seine Tochter in seine Berghütte, zeigt ihr Photographien, und enthüllt seinen Fehler: „Ich habe euch verkauft“. Die Central Pacific Railroad eröffnet die neue Kirche, die Stadt erhält den Namen Lisboa. Dillon beginnt in den Abendstunden, seine Geisterstadt niederzubrennen.
Dalglish begegnet Hope bei der Rückkehr mit dem Pfarrer, der Minuten später die Trauung von Annie und Bellanger durchführt. Er spricht sein Beileid aus. Die Menschen bemerken eine Rauchwolke über einem Gipfel. Dillon, der Frau, Kind und Stadt verloren hat, legt sich in den Schnee. Später kämpfen alle vergeblich gegen das Feuer. Dalglish nimmt Hope in die Arme. Am nächsten Morgen wird die vereiste Leiche geborgen, mit einem Rosenkranz in den Händen. Lucia nimmt Abschied von Dillons sterblichen Überresten, und das Paar streift durch die Ruinen.
Durch die qualmenden Trümmer der Stadt Kingdom Come schallt der Ruf „Gold!“ In den letzten Bildern ist zu sehen, dass es sich um das eingeschmolzene Gold Dillons in den Trümmern der Bank handelt, dann setzt ein Treiben und Gerangel ein.

## Produktionsnotizen
Nastassja Kinski spielte bereits die Tess Durbeyfield (Roman Polański, 1979) des Thomas Hardy. Peter Mullan sammelte bereits Erfahrungen mit der Darstellung von trockenen Alkoholikern in Mein Name ist Joe (Ken Loach, 1998), ausgezeichnet mit dem Darstellerpreis von Cannes 1998. Madonna soll für die Rolle der Lucia vorgesehen gewesen sein. Auch die Mitwirkung Robert De Niros kam nicht zustande, die angeblich angedacht war.
Hiermit liegt nach Herzen in Aufruhr (1996) die zweite Bearbeitung eines Thomas-Hardy-Stoffes durch M. Winterbottom vor. Die Literaturvorlage spielte im ländlichen England des frühen 19. Jahrhunderts, wurde also verlegt. Der Stoff wurde mehrfach verfilmt, 1921 von Sidney Morgan, 1978 und 2003. Michael Henchard wird im Film zu Dillon, Donald Farfrae zu Dalglish, und Lucetta zu Lucia, stellt The Observer fest (und aus Susan Henchard wird Elena Burn, aus Elizabeth Hope). Ein richtiggehendes Novum war 2000, dass offen einige Szenen des Drehbuchs auf der Webseite des Films im Zuge der Dreharbeiten zur Abstimmung publiziert wurden. Selbst verschiedene Titelalternativen wurden zur Diskussion gestellt.
Neben der von Winterbottom und Eaton gegründeten Revolution Films waren u. a. Kingdom Films Ltd und Kingdom Come Productions Inc. beteiligt. Kingdom Come war als Titel eingeplant, aber aus rechtlichen Gründen nicht verfügbar. Das Budget hat 20 Millionen Dollar betragen. Der Film war kein finanzieller Erfolg, und blieb eher unbekannt.
Ursprünglich war geplant, in den französischen Alpen zu filmen, die Produktion wurde in einer frühen Phase aber angehalten. Gedreht wurde dann unter mehr als widrigen Bedingungen zwei Stunden westlich vom kanadischen Calgary im Skiresort Fortress Mountain (50° 49′ N, 115° 12′ W) in etwa 2100 Meter bei minus 20 Grad Celsius in der Sonne. Zudem hätte bei der Independentproduktion das Geld für Helikopter gefehlt, man war auf Zugtiere oder Schneemobile angewiesen. Erfrierungen und Kreislaufzusammenbrüche waren an der Tagesordnung. Die 20 Gebäude wurden eigens für die Aufnahmen errichtet. Winterbottom scheint einiges Augenmerk auf maximale Authentizität gelegt zu haben, wie aus der Webseite des Films ersichtlich ist: dort wird das Cinéma vérité erwähnt.
Der deutsche Filmtitel weist direkt auf das christliche Gebet Vaterunser hin, wie auch der Name der Stadt im Imperativ Kingdom Come (unverändert aus dem englischen Original) das „Dein Reich komme“ ist.

## Kritiken
Auf Rotten Tomatoes werden 62 Prozent positiver Kritiken verzeichnet, die Benutzer der Internet Movie Database werten ihn mit 6,4 von 10 Punkten bei 6.234 Zuschauerbewertungen.

„Eindrucksvoll fotografierte, hervorragend gespielte Tragödie um Schuld und Sühne, Liebe und Vergebung. Inszeniert als Hommage auf die Schnee- und Spätwestern der 70er-Jahre, stellt der Film auf vielschichtige Weise der Sicht des amerikanischen Pioniergeistes die Realität der multikulturellen Immigranten-Gesellschaft entgegen. (Kinotipp der katholischen Filmkritik) – Sehenswert.“

„‚Das Reich und die Herrlichkeit‘ ist so pathetisch und konsequent wie das französische Kino der 60er Jahre – endlich einmal wieder ein Film aus Europa, der von großen Gefühlen erzählt, ohne verquast oder zerquasselt zu sein […] Und bei dem Kino darum letztlich auch eine Denkfabrik ist, eine Weise der Erkenntnis der Welt.“

„[…] Alle drei [Winterbottom, Tykwer, Medem] sind Filmemacher der unbedingten, tragischen Leidenschaft und stellen in ihrer visionären Kraft Ausnahmeerscheinungen des europäischen Kinos dar.“

„[…] naturalistisch ist der gesamte Film. Atemberaubend – hier trifft diese inflationär gebrauchte Formulierung. Vor grandiosen Bergketten, durch Wolken und Dämmerung in einen monochromen Farbschleier gehüllt, züngelt das Orange der hochschlagenden Flammen – ein wirkungsvollerer Kontrast ist undenkbar. Die Ästhetik zerstörter Träume.“

## Musik
Die Musik wurde aufgenommen in den Whitfield Street Studios, London, veröffentlicht von Chester Music Limited/Michael Nyman Limited, gespielt vom Michael Nyman Orchestra, Orchesterführung Alexander Bălănescu, mit Beteiligung von Gary Carpenter, Robert Worby und Austin Ince. Der Name der Sopranistin wurde nicht veröffentlicht.
- The Exchange (2:38)
- The First Encounter (3:45)
- The Hut (1:16)
- The Explosion (1:35)
- The Recollection (1:35)
- The Fiery House (4:19)
- The Betrothal (1:55)
- The Firework Display (3:23)
- The Train (2:34)
- The Shoot Out (5:07)
- The Death of Elena (1:34)
- The Explanation (2:01)
- The Burning (9:19)
- The Snowy Death (4:51)
- The Closing (4:03)

Spielzeit 50 Minuten und 5 Sekunden. Allerdings hat es weder alle Musik des Films auf die CD geschafft, noch umgekehrt die gesamte Partitur Nymans in den Film.

## Preise und Nominierungen
- 2001: Nominierung für den „Goldenen Bär“ in Berlin[17] für Michael Winterbottom. Der Preis ging an Intimacy von Patrice Chéreau.
- 2001: Zwei Nominierungen bei den „British Independent Film Awards“ für Beste Regie und Bestes Screenplay.
- 2001: Nominierung für Michael Winterbottom beim „Valladolid International Film Festival“, Gewinn der Auszeichnung für die beste Kameraführung (Alwin Küchler).
- 2002: Drei Nominierungen bei dem „Genie Award“.[5]

## Weiterführende Literatur
- Thomas Hardy: Der Bürgermeister von Casterbridge: Leben und Tod eines Mannes von Charakter. Insel-Verlag, Frankfurt am Main 2001, ISBN 3-458-34442-X (Aus dem Englischen von Eva-Maria König, Lizenz von Reclam).
- Frank Cottrell Boyce: The Claim. ScreenPress Books, Dublin 2001, ISBN 1-901680-56-8.
- Gayla S. McGlamery: Hardy Goes West. The Claim, the Western, and The Mayor of Casterbridge. In: Literature Film Quarterly. Band XXXV, Nr. 1. Salisbury State College, 1. Januar 2007, ISSN 0090-4260.
- Paul J. Niemeyer: Seeing Hardy. Film and Television Adaptations of the Fiction of Thomas Hardy. McFarland, Jefferson 2003, ISBN 0-7864-1429-4 (books.google.com).
- T. R. Wright (Hrsg.): Thomas Hardy on Screen. Cambridge University Press, Cambridge 2005, ISBN 0-521-84081-3.